# 바이스부르스트

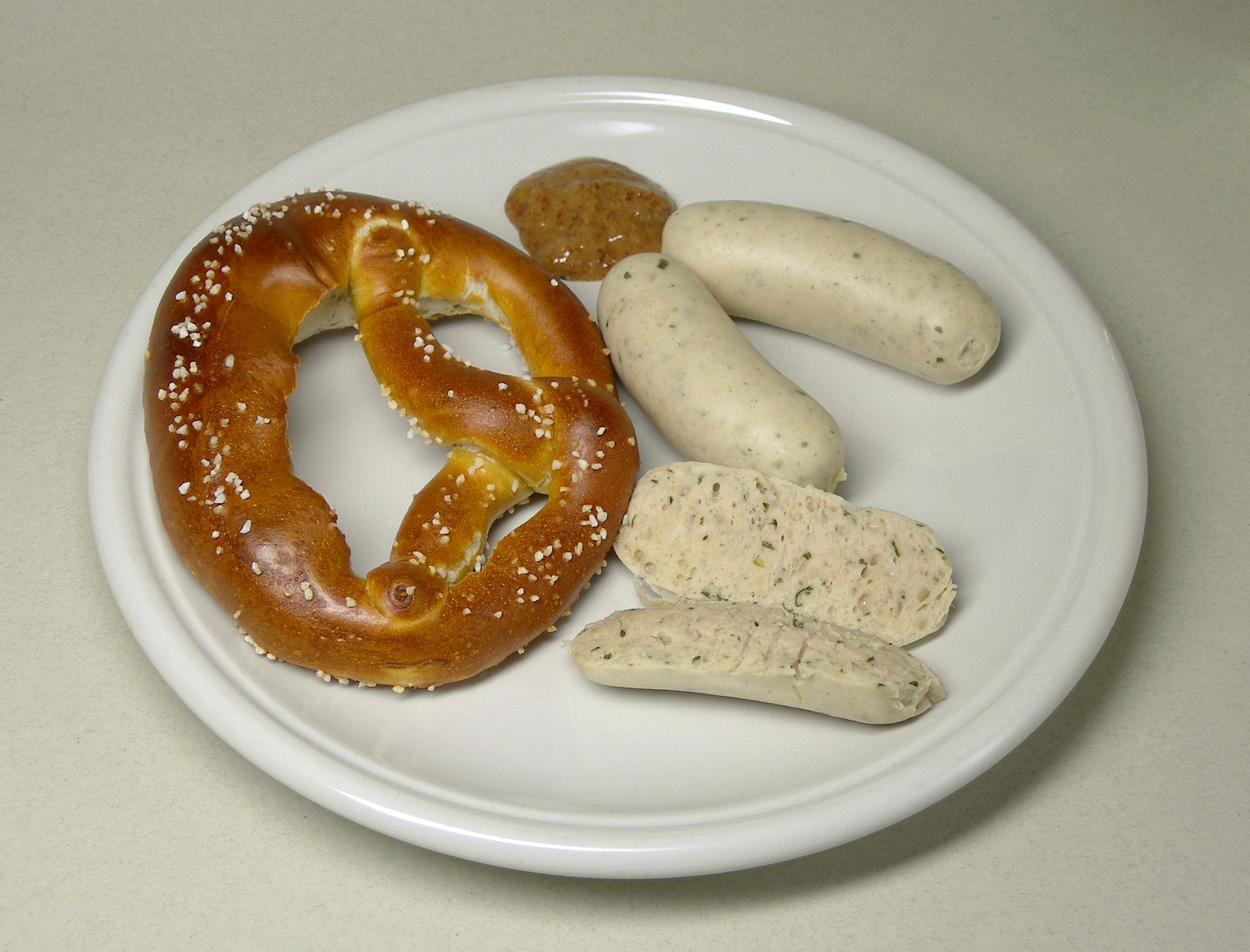
전통적 바이스부르스트 식사. 스윗 머스타드와 프레첼을 곁들인다.

바이스부르스트(독일어: Weißwurst) 또는 바이스부어스트는 다진 쇠고기와 돼지고기 베이컨으로 만든 소시지이다.
독일어로 바이스는 흰색, 부르스트는 소시지를 의미하므로 직역하면 '흰소시지'라는 뜻이다. 이름에 걸맞게 밝은 색을 띈다.

## 같이 보기
- 브라트부르스트
- 뷔르스텔